# Джонні Беррі
Джон Джеймс Беррі (англ. John James "Johnny" Berry; 1 червня 1926, Олдершот, Англія — 23 вересня 1994, Фарнем, Англія), більш відомий як Джонні Беррі (англ. Johnny Berry) — англійський футболіст, нападник, найбільш відомий за своїми виступами за «Манчестер Юнайтед».

## Клубна кар'єра
Беррі перейшов в «Манчестер Юнайтед» з «Бірмінгем Сіті» в 1951 році. Виграв з «Юнайтед» три чемпіонські титули. Вижив у мюнхенській авіакатастрофі 1958 року, але через отримані травми змушений був завершити футбольну кар'єру. Він провів у лікарні два місяці, перебуваючи в комі. У нього були переломи черепа, щелепи, ліктів, ніг і тазу. В ході лікування зламаної щелепи у нього були видалені всі зуби. Він ніколи більше не грав у футбол після катастрофи.
Вийшовши з коми, він не пам'ятав аварії літака — через травми у нього розвинулася легка форма амнезії. Через місяць після того, як він прийшов до тями, Джонні дізнався про катастрофу, прочитавши газету.
Беррі грав на позиції правого вінгера, володіючи відмінною технікою і швидкістю. За «Манчестер Юнайтед» він зіграв 276 матчів і забив 45 голів. Протягом перших шести сезонів у «Юнайтед» він грав регулярно, але потім поступився місце у стартовому складі молодому Кенні Моргансу.
Після катастрофи Джонні займався спортивним бізнесом зі своїм братом Пітером у Фарнборо.
Джонні Беррі помер у вересні 1994 року у віці 68 років після недовгої хвороби. Він помер першим з тих, хто вижив у мюнхенській авіакатастрофі гравців.
Його син, Ніл, був директором поміщицької школи «Бремптон» в Лондоні. У 2007 він випустив книгу, в якій написав про кар'єру батька в «Манчестер Юнайтед».

## Досягнення
Манчестер Юнайтед
- Чемпіон Першого дивізіону (3): 1951/52, 1955/56, 1956/57
- Володар Суперкубка Англії (3): 1952, 1956, 1957
- Разом: 6 трофеїв

## Статистика виступів
| Клуб              | Сезон             | Ліга | Ліга | Кубок Англії | Кубок Англії | Кубок чемпіонів | Кубок чемпіонів | Суперкубок Англії | Суперкубок Англії | Всього | Всього |
| Клуб              | Сезон             | Ігри | Голи | Ігри         | Голи         | Ігри            | Голи            | Ігри              | Голи              | Ігри   | Голи   |
| ----------------- | ----------------- | ---- | ---- | ------------ | ------------ | --------------- | --------------- | ----------------- | ----------------- | ------ | ------ |
| Бірмінгем Сіті    | 1947/48           | 3    | 0    | 0            | 0            | -               | -               | 0                 | 0                 | 3      | 0      |
| Бірмінгем Сіті    | 1948/49           | 16   | 0    | 3            | 0            | -               | -               | 0                 | 0                 | 19     | 0      |
| Бірмінгем Сіті    | 1949/50           | 39   | 4    | 1            | 0            | -               | -               | 0                 | 0                 | 40     | 4      |
| Бірмінгем Сіті    | 1950/51           | 42   | 2    | 6            | 0            | -               | -               | 0                 | 0                 | 48     | 2      |
| Бірмінгем Сіті    | 1951/52           | 4    | 0    | 0            | 0            | -               | -               | 0                 | 0                 | 4      | 0      |
| Бірмінгем Сіті    | Всього            | 104  | 6    | 10           | 0            | 0               | 0               | 0                 | 0                 | 114    | 6      |
| Манчестер Юнайтед | 1951/52           | 36   | 6    | 1            | 0            | -               | -               | 0                 | 0                 | 37     | 6      |
| Манчестер Юнайтед | 1952/53           | 40   | 7    | 4            | 0            | -               | -               | 1                 | 0                 | 45     | 7      |
| Манчестер Юнайтед | 1953/54           | 37   | 5    | 1            | 0            | -               | -               | 0                 | 0                 | 38     | 5      |
| Манчестер Юнайтед | 1954/55           | 40   | 3    | 3            | 0            | -               | -               | 0                 | 0                 | 43     | 3      |
| Манчестер Юнайтед | 1955/56           | 34   | 4    | 1            | 0            | -               | -               | 0                 | 0                 | 35     | 4      |
| Манчестер Юнайтед | 1956/57           | 40   | 8    | 5            | 4            | 8               | 2               | 1                 | 0                 | 54     | 14     |
| Манчестер Юнайтед | 1957/58           | 20   | 4    | 0            | 0            | 3               | 1               | 1                 | 1                 | 24     | 6      |
| Манчестер Юнайтед | Всього            | 247  | 37   | 15           | 4            | 11              | 3               | 3                 | 1                 | 276    | 45     |
| Всього за кар'єру | Всього за кар'єру | 351  | 43   | 25           | 4            | 11              | 3               | 3                 | 1                 | 390    | 51     |